# Lake Cowichan
Lake Cowichan (in Lingua Ditidaht: ʕaʔk̓ʷaq c̓uubaʕsaʔtx̣), con una popolazione di 2 974 abitanti nel 2011, è una cittadina situata sull'estremità Est del Cowichan Lake e a 27 km (17 mi) di autostrada a Ovest di Duncan. La cittadina di Lake Cowichan fu incorporata nel 1944. Il Cowichan River scorre attraverso il centro della cittadina.
Lake Cowichan è l'estremità Ovest del Trans Canada Trail.